# Koordinatväljare

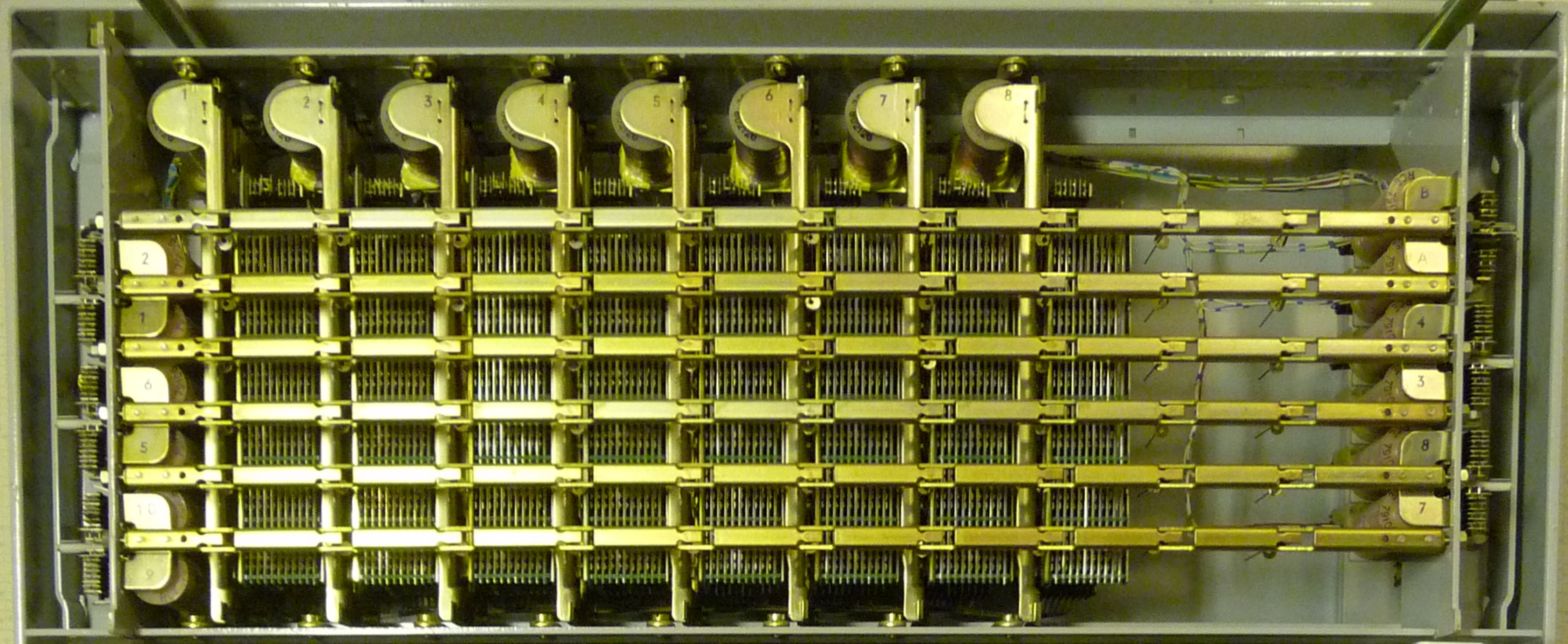
Koordinatväljare tillverkad av LM Ericsson

Koordinatväljare är en elektromekanisk väljare för automatiska telefonväxlar.
Den första koordinatväljaren konstruerades 1919 av den svenske ingenjören Gotthilf Betulander och byggde på vissa idéer från ett patent från 1913 av ingenjören J. N. Reynolds vid Western Electric i USA. Betulander lade också grunden för ett koordinatväljarsystem tillsammans med teleingenjören Nils Palmgren. I Sverige öppnades den första stora koordinatväljarväxeln i Sundsvall 1926 för 3 400 abonnenter. 
Systemet utnyttjade uteslutande elektromekaniska reläer (magnetstyrda strömbrytare) för alla funktioner. Väljaren kallades koordinatväljare eftersom de verksamma reläerna var placerade i två mot varandra vinkelräta rader och som direkt påverkade en fast reläfjädergrupp i korsningspunkten. Tio magneter påverkar stänger med trådar i en vridningsrörelse. När trådarna har vridits i rätt läge, ett av tio, påverkas tio "bommar" som lyfts upp av elektromagneter så att tråden låses fast. När låsningen har skett är inkopplingen klar och motsvaras av den abonnentledning som befinner sig i "krysset" vid den vågräta och den lodräta positionen. Varje koordinatväljare kan på så sätt ha 10 gånger 10 = 100 abonnentledningar. Koordinatväljare används på flera olika sätt i en automatväxel.
Koordinatväljarsystemet utvecklades för automatiska telefonväxlar och var registerstyrt. Den uppringande telefonabonnenten använde fingerskiva för att få sitt samtal uppkopplat.

## Fotnoter
1. ↑  Automatiseringen av det allmänna telefonnätet – eller när telefonistens vänliga röst ersattes med en ton